# چلیخان
چلیخان (به ترکی استانبولی: Çelikhan) شهری است در کشور ترکیه که در استان آدیامان واقع شده‌است. جمعیت این شهر بر اساس سرشماری سال ۲۰۰۸ میلادی ۸٬۲۵۳ نفر و بر اساس برآوردهای سال ۲۰۰۹ میلادی ۸٬۳۰۱ نفر می‌باشد.